# Zoltán Kövecses
Zoltán Kövecses (1946) és professor de lingüística al “Departament d'Estudis Americans” de la Universitat Eötvös Loránd (Budapest). És autor de Metaphor in Culture: Universality and Variation (Cambridge University Press, 2005). Ha treballat també com lexicògraf en diccionaris anglès/hongarès i hongarès/anglès.

## Biografia
Es titulà a la Universitat Eötvös Loránd l'any 1972, i es doctorà a l'Acadèmia de Ciències d'Hongria l'any 1988. Per la seva tasca com a lexicògraf va rebre un "Quality Award" l'any 2000 i el Premi Országh László l'any 2004.

## Camp d'investigació
El seu principal camp d'investigació inclou la conceptualització de les emocions, l'estudi dels idiomacismes i les variacions intraculturals de les metàfores. Ha obert un important debat sobre si l'expressió lingüística només serveix per explicar l'emoció o si és capaç d'expressar-la. El 2003 va aprofundir en la seva recerca sobre la metàfora a la Universitat de Califòrnia Berkeley juntament amb Georges Lakoff, autor de "No pensis en un elefant"
Actualment treballa en la conceptualització de les emocions i la relació entre el llenguatge, la ment i la cultura des d'una perspectiva lingüística cognitiva. Ha estat professor visitant en diverses universitats dels Estats Units i d'Europa. Entre les seves publicacions cal destacar Emotion Concepts (Springer-Verlag, 1990), Metaphor: a practical introduction (Oxford University Press, 2002) i Language, Mind, and Culture. An Introduction (Oxford University Press, 2006).